# Josef Jakoubek
Josef Jakoubek (12. února 1889 Sestrouň – duben 1939) byl český sportovec, atlet – zápasník, účastník olympijských her v roce 1908. Býva mylně zaměňován za jiného českého atleta Josefa Bechyně.
Těžké atletice se věnoval počátkem dvacátého století v pražském klubu KA Žižka Praha. Vynikal především jako zápasník. Poprvé na sebe výrazně upozornil v roce 1907 účastí na atletických závodech. V listopadu se účastnil mistrovství zemí Koruny české v zápasu řecko-římském v hmotnostní kategorii do 70 kg.
V dubnu 1908 uspěl na vylučovacím závodu ČAAU pro start na olympijských hrách v Londýně, když vyhrál hmotnostní kategorii do 73 kg před kladenským Jaromírem Týfou. V červenci odjel do Londýna s dalšími členy české olympijské výpravy. Na olympijských hrách startoval v kategorii do 73 kg a prohrál v úvodním kole s pozdějším vítězem Švédem Frithiof Mårtenssonem po devíti minutách na lopatky. Jeho start na olympijských hrách pozdější sportovní historikové z nějakého důvodu přisuzovali známějšímu českému zápasníkovi Josefu Bechyně – jméno J. Jakoubek bylo mylně považováno za pseudonym Josefa Bechyně. 
Aktivní sportovní kariéru ukončil v roce 1911.
Byl švagrem českého zápasníka a olympionika Františka Kopřivy.
Zemřel v dubnu 1939 ve věku 50 let.